# 16è districte de París
El 16è districte és un dels vint districtes de París, França. Es troba a la Rive Droite del Sena. Conté la famosa Avenue Foch, la més ampla de París, i els districtes principalment residencials d'Auteuil i Passy-lès-Paris. Aquest districte també acull un gran nombre d'ambaixades estrangeres.
També s'hi pot trobar el Parc dels Prínceps, l'estadi del Paris Saint-Germain; la pista de tennis del torneig de Roland Garros; i el Stade Jean-Bouin, feu de l'equip de rugbi Stade Français. A més, també hi ha el Bois de Boulogne.

## Geografia
El 16è districte té una àrea de 16,305 km². Més de la meitat de la superfície correspon al Bois de Boulogne. Si se l'exclou, té una àrea de 7,846 km².

## Demografia
El 16è districte va assolir la seva població màxima el 1962, quan tenia 227.418 habitants. Des d'aleshores, ha perdut una mica menys d'un quart de la seva població. A l'últim cens (1999), la població era de 161.773 habitants, i comptava amb 106.971 llocs de treball.

### Població històrica
| Any (dels censos francesos) | Població | Densitat (hab. per km²) |
| --------------------------- | -------- | ----------------------- |
| 1872                        | 43.332   | 5.523                   |
| 1954                        | 214.042  | 27.280                  |
| 1962 (població màxima)      | 227.418  | 28.985                  |
| 1968                        | 214.120  | 27.290                  |
| 1975                        | 193.590  | 24.674                  |
| 1982                        | 179.446  | 22.871                  |
| 1990                        | 169.863  | 21.650                  |
| 1999                        | 161.773  | 20.619                  |

## Barris
Cadascun dels vint districtes de París se subdivideix en quatre barris (quartiers). Aquests són els quatre barris del 16è districte:
- Quartier d'Auteuil
- Quartier de la Muette
- Quartier de la Porte-Dauphine
- Quartier de Chaillot

## Llocs d'interès
- Passy-lès-Paris
  - Cimetière de Passy
- Parc dels Prínceps
- Palais de Tokyo
- Lycée Janson de Sailly
- Maison de Radio France
- Musée Guimet
- Musée de la Contrefaçon
- Musée Marmottan Monet
- OCDE
  - Château de la Muette

Carrers i places
- Trocadéro
  - Palau de Chaillot
  - Musée national de la Marine
  - Musée de l'Homme
  - Musée national des Monuments français
  - Musée du Cinéma Henri Langlois i Filmoteca Francesa
  - Théâtre national de Chaillot
- Avenue Foch
  - 84 Avenue Foch
- Place de l'Étoile i Arc de Triomphe (en part)